# Сель (Канталь)
Сель (фр. и окс. Celles) — коммуна во Франции, находится в регионе Овернь. Департамент — Канталь. Входит в состав кантона Мюра. Округ коммуны — Сен-Флур.
Код INSEE коммуны — 15031.
Коммуна расположена приблизительно в 420 км к югу от Парижа, в 75 км южнее Клермон-Феррана, в 50 км к северо-востоку от Орийака.

## Население
Население коммуны на 2008 год составляло 235 человек.
| 1962 | 1968 | 1975 | 1982 | 1990 | 1999 | 2008 |
| ---- | ---- | ---- | ---- | ---- | ---- | ---- |
| 240  | 281  | 257  | 229  | 221  | 239  | 235  |

## Экономика
В 2007 году среди 141 человека в трудоспособном возрасте (15—64 лет) 105 были экономически активными, 36 — неактивными (показатель активности — 74,5 %, в 1999 году было 75,4 %). Из 105 активных работали 103 человека (54 мужчины и 49 женщин), безработными были 2 мужчин. Среди 36 неактивных 9 человек были учениками или студентами, 13 — пенсионерами, 14 были неактивными по другим причинам.

## Достопримечательности
- Резиденция командора ордена тамплиеров (1216 год). Памятник истории с 1990 года[3]

## Фотогалерея

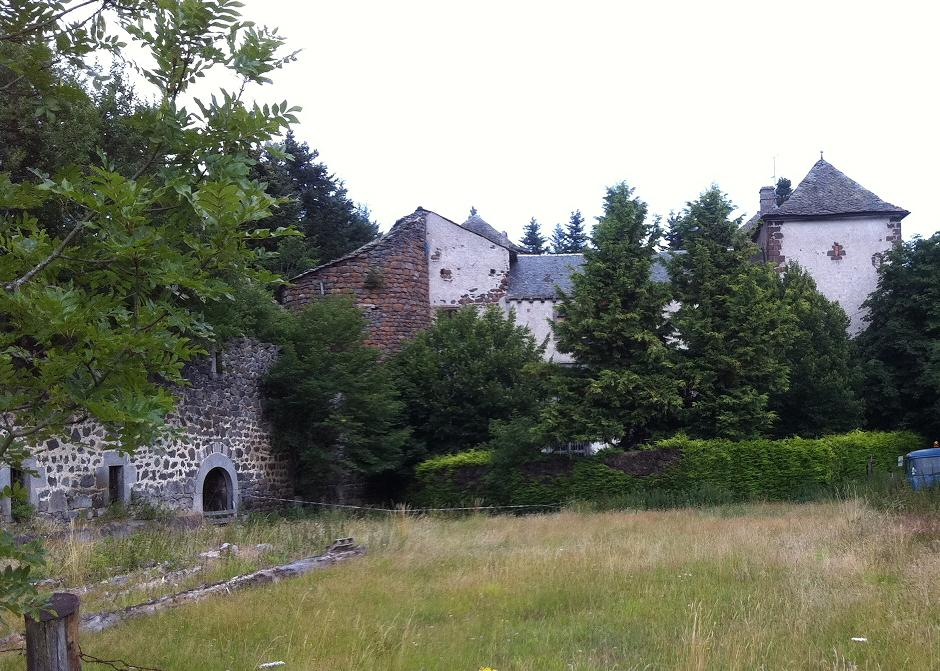
Резиденция командора ордена тамплиеров
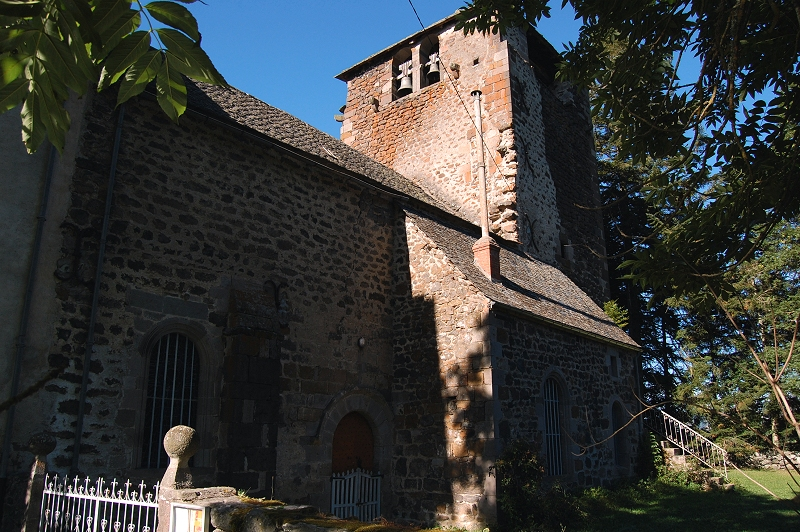
Резиденция командора ордена тамплиеров
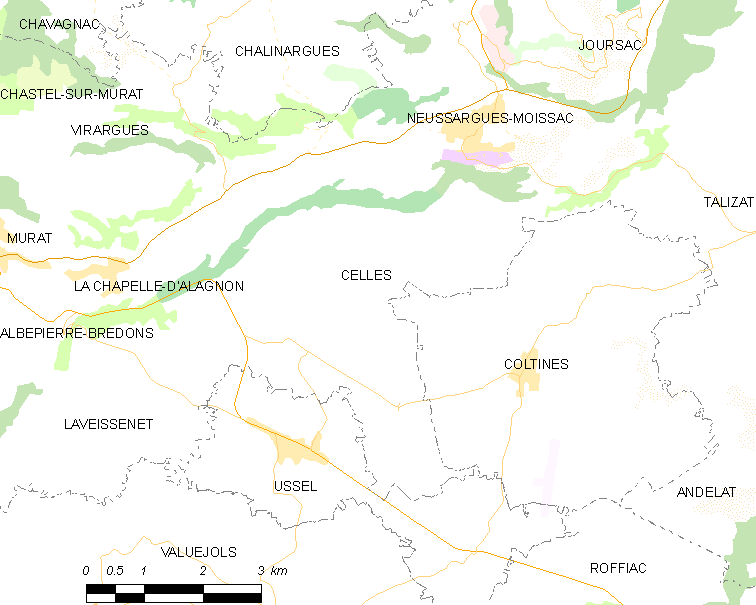
Карта коммуны